# Sua Sua
Sua Sua is een bestuurslaag in het regentschap Simeulue van de provincie Atjeh, Indonesië. Sua Sua telt 655 inwoners (volkstelling 2010).